# Marigny (Marna)
Marigny è un comune francese di 104 abitanti situato nel dipartimento della Marna nella regione del Grand Est.

## Società

### Evoluzione demografica
Abitanti censiti